# Casa de los cubículos florales
La casa de los cubículos florales, también Casa de la huerta o Casa de Euplia (I 9, 5-7) es una domus de Pompeya. Fue excavada en 1913 y 1951.

## Descripción

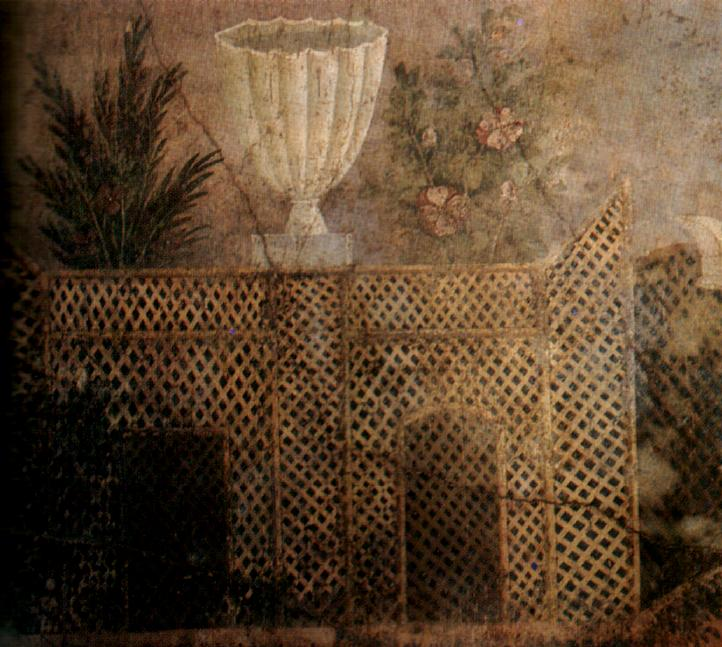
Detalle de la decoración del jardín del segundo cubículo.

En el momento de la catástrofe, ya era una casa muy antigua, del siglo III a. C. En el tablinio se encontraron restos de una decoración del primer estilo y la entrada está decorada con capiteles cúbicos. A lo largo del tiempo tuvo al menos cuatro reformas, la última de las cuales, como atestigua un montón de cal en el peristilo, fue interrumpida por la erupción. 
Toda la casa no es particularmente grande; Consta de un atrio y un pequeño peristilo, las habitaciones están situadas sólo en un lado y no se agrupan alrededor del atrio y el peristilo. Se han encontrado fragmentos del suelo y paredes del piso superior, al que se accedía por una escalera interior cuyo arranque está junto al tablinio.  En la entrada del inmueble se conserva el molde obtenido de las hojas de madera de la puerta. La casa contaba con un pequeño huerto trasero.
Tres habitaciones de esta casa, pintadas a finales del tercer estilo, son extraordinarias. El segundo cubículo a la izquierda del atrio está decorado con imágenes de un jardín de día. Se pueden contemplar exactamente representados adelfas, laureles, arrayanes, limoneros y cerezos, que dan la ilusión de estar en una pérgola blanca, desde la que contemplar este jardín. Los pájaros vuelan entre las plantas. En las escenas individuales se insertan pequeñas imágenes que representan escenas dionisíacas o egipcias. Entre las plantas se encuentran estatuas egipcias.
En el llamado cubículo negro, encima del zócalo se representan imágenes del culto a Isis, aunque este espacio también está pintado como un huerto en la parte central, donde destacan ahora en la noche tres árboles, el más alto en el centro es una higuera donde se refugia una serpiente, entre los paganos símbolo positivo, de renovación y fecundidad.  En el panel de arriba aparece Dioniso sobre una pantera a la carrera.
El triclinio también está pintado con fondo negro; el espacio está dividido por pilares pintados y presenta igualmente tres grandes cuadros y varias imágenes pequeñas.
Todas las demás estancias de la domus no están pintadas. De las aproximadamente 100 ánforas que había en la casa y su unión con una bodega anexa con mostrador abierto a la vía de la Abundancia, se dedujo que aquí vivía un próspero comerciante de vinos.
La rica pintura con motivos egipcios lleva a suponer que el propietario fuera un devoto de Isis y Dioniso-Osiris, aunque es difícil precisar si estas pinturas se basan en una creencia religiosa o si el propietario simplemente tenía gusto por lo exótico.